# Miquel Noguer i Planas
Miquel Noguer i Planas   (Mieres, 20 d'agost de 1963) és un polític català, alcalde de Mieres de 1991 a 2006, alcalde de Banyoles des del 2007 i President de la Diputació de Girona des de 2018. És associat a Junts per Catalunya.

## Biografia
Noguer, nascut a Mieres el 20 d'agost de 1963, en va ser alcalde del 1991 al 2006. El 1993 es va casar i es va establir a Banyoles. Va ser àrbitre de clubs de futbol comarcals i de segona divisió B fins a la temporada 1999-2000. A més, va ser president del Consell Comarcal de la Garrotxa del 1998 al 2006. Del 2001 al 2006 va ser el president del Consell d'Iniciatives Locals per al Medi Ambient (CILMA).
En les eleccions municipals de 2007 va ser elegit alcalde de Banyoles i reelegit l'any 2011, 2015 i 2019. Des de 2011 governa amb majoria absoluta.
Des de l'any 2003 és membre del Consell d'Administració de Criteria CaixaCorp. Va ser conseller de la Caixa de 2005 a 2013, fins que la nova llei de caixes va establir la incompatibilitat entre exercir un càrrec polític electe i estar als òrgans de govern de les entitats financeres.
Va ser vicepresident de la Diputació de Girona des del 2011 fins al 2018, moment en què va esdevenir president.
El maig de 2023 fou rebut en audiència privada pel Papa Francesc al Vaticà, en motiu dels 200 anys de la Diputació de Girona.
A les eleccions municipals de 2023 va obtenir de nou una majoria absoluta a Banyoles.